# Gemmaria leipoldtii
Gemmaria leipoldtii là một loài thực vật có hoa trong họ Amaryllidaceae. Loài này được D. & U. Muller-Doblies mô tả khoa học đầu tiên.